# Techo y comida
Techo y comida is een Spaanse film uit 2015, geschreven en geregisseerd door Juan Miguel del Castillo.

## Verhaal
Rocío is een werkloze alleenstaande moeder die nauwelijks genoeg te eten heeft omdat ze geen uitkering ontvangt. Tussen gevoelens van schaamte, falen en de angst om de voogdij over haar 8-jarige zoon Adrián te verliezen, probeert ze de schijn op te houden met hulp van een buurman. De situatie verslechterd wanneer de verhuurder haar aanklaagt voor de huur die ze verschuldigd is.

## Rolverdeling
| Acteur            | Personage |
| ----------------- | --------- |
| Natalia de Molina | Rocío     |
| Jaime López       | Adrián    |
| Natalia Roig      | Belén     |
| Mariana Cordero   | María     |
| Montse Torrent    | Ani       |
| Manuel Tallafé    | Nacho     |
| Gaspar Campuzano  | Alfonso   |
| Mercedes Hoyos    | Antonia   |

## Ontvangst

### Prijzen en nominaties
Een selectie:
| Jaar | Prijs                           | Categorie                  | Genomineerde                                                   | Resultaat   |
| ---- | ------------------------------- | -------------------------- | -------------------------------------------------------------- | ----------- |
| 2016 | Premios Goya (30ste uitreiking) | Beste actrice              | Natalia de Molina                                              | Gewonnen    |
| 2016 | Premios Goya (30ste uitreiking) | Beste debuterend regisseur | Juan Miguel del Castillo                                       | Genomineerd |
| 2016 | Premios Goya (30ste uitreiking) | Beste origineel nummer     | Quiñones Perulero, Miguel Caravante Manzano ("Techo y comida") | Genomineerd |